# Golfe Choiseul
Pour les articles homonymes, voir Choiseul.
Le golfe Choiseul – parfois improprement appelé golfe de Choiseul ou baie de Choiseul – est un golfe au nord des îles Kerguelen des Terres australes et antarctiques françaises dans l'océan Indien.

## Géographie

### Situation
Situé au nord de la Grande Terre, il est délimité dans sa plus grande acceptation à l'ouest par la péninsule Loranchet, au sud par la presqu'île de la Société de géographie (partie de la Grande Terre), à l'est par l'île Foch et au nord-est par l'île Mac Murdo et l'île Howe. Il accueille en son centre l'île Saint-Lanne Gramont et ouvre sur de nombreuses baies annexes dont les principales sont (dans le sens anti-horaire) :
- Baie du Brise-Lames
- Baie Blanche (et son bras, la Baie du Centre)
- Baie Laissez-Porter
- Baie du Français
- Baie de Londres
- Baie de la Grande Gueule

### Toponymie
Le golfe est nommé en 1782 par Yves de Kerguelen en honneur du duc et secrétaire d'État de Louis XV Étienne François de Choiseul.